# Joseph Franck
Jean Joseph Hubert Franck (* 31. Oktober 1825 in Lüttich; † 20. November 1891 in Issy-les-Moulineaux bei Paris) war ein belgisch-französischer Organist, Pianist, Violinist und Komponist.

## Leben und Wirken
Joseph Franck war der jüngere Bruder von César Franck und sollte nach dem Willen des autoritären Vaters Geiger werden. 1833 wurde er am Lütticher Conservatoire royal in die Violinklasse von François-Hubert Prume aufgenommen und gab nur zwei Jahre später mit seinem Bruder die ersten öffentlichen Konzerte. Nach Übersiedlung der Familie nach Paris im Jahr 1836 begannen beide Brüder gleichzeitig ihre Studien am Pariser Konservatorium, Joseph erhielt Unterricht bei François-Antoine Habeneck. Der Vater untersagte ihnen jedoch schnell den weiteren Besuch des Conservatoires, damit sie sich dem Konzertieren widmen konnten; 1841 musste Joseph das Conservatoire verlassen. Erst 1849 nahm Joseph Franck aus eigenem Ansporn den Unterricht wieder auf und studierte Klavier und Orgel. Bereits 1850 erhielt er sein Abschlussdiplom (Premier Prix) in Kontrapunktik und Fugenlehre in der Klasse von Adolphe Adam und 1852 den Premier Prix im Orgelspiel in der Klasse von François Benoist. In den 1850er Jahren war Joseph erfolgreicher als sein Bruder César. 1852 folgte er Charles Gounod als Organist und Kapellmeister der Église des Missions Étrangères, eine Position, die er 1855 zu Gunsten der Organistenstelle an der Kirche Saint Thomas d'Aquin aufgab. 1861 wurde er Titularorganist an Notre-Dame d’Auteuil, 1866 an Saint-Jacques du Haut-Pas und ab 1877 Kapellmeister an Saint-Jean-Baptiste de Grenelle. Mit seinem Bruder César verbanden ihn ab 1870 nur noch lose Kontakte.
Im gleichen Zeitraum gab er zahlreiche Konzerte, sowohl im In-, wie im Ausland, als Organist, Pianist oder Geiger. Als Komponist widmete er sein Op. 1, eine Sammlung Motetten, dem belgischen König Leopold I. Er wurde von Gioacchino Rossini gefördert, dem er 1857 aus Dankbarkeit sein erstes Klavierkonzert widmete. Anlässlich der Hochzeit der Prinzessin Charlotte von Belgien mit dem Erzherzog Maximilian von Österreich, dem späteren Kaiser von Mexiko, komponierte er eine Kantate für vier Solostimmen und großes Orchester.

## Werk
Wie auch sein Bruder setzte er sich für die Wiedereinführung des gregorianischen Gesangs ein. Hierzu veröffentlichte er 1856 den Traktat L'Art d'accompagner le plain-chant de huit manières différentes. Insgesamt hinterließ Joseph Franck ein Œuvre von mehr als 200 Kompositionen, davon sind etwa die Hälfte kirchliche Werke: zwei Klavierkonzerte, Motetten, Messen, Werke für Klavier, Orgel oder Harmonium, Kantaten, Unterrichtswerke (darunter eine Méthode complète de piano). Einige Werke, wie der Galopp-Marsch, den er 1889 zur Einweihung des Eiffelturms komponierte, stellen seinen Humor unter Beweis. Für die Orgel komponierte der Bachliebhaber sechs Präludien und Fugen. Im Bereich Kammermusik schuf er unter anderem zwei Trios für Violine, Cello und Klavier. Für Klavier schrieb er eine Etüdensammlung, die 1857 vom Konservatorium veröffentlicht wurde.